# IEEE Spectrum
Pour les articles homonymes, voir Spectrum.
IEEE Spectrum est un magazine anglophone édité par l'Institut des ingénieurs en électricité et électronique (Institute of Electrical and Electronics Engineers IEEE). Il en fait la description suivante :

« IEEE Spectrum est la publication phare et le site internet de l'IEEE. L'IEEE est la plus grande organisation professionnelle dédiée à l'ingénierie et aux sciences appliquées du monde. Notre engagement est de maintenir informés les 400 000 membres de l'IEEE des tendances et avancées majeures dans les domaines des technologies, de l'ingénierie et des sciences. Nos blogs, podcasts, nouvelles et informations spéciales, vidéos et infographies interactives, donnent à nos visiteurs des explications claires et détaillées des concepts et des développements émergents qu'ils ne peuvent trouver ailleurs. »

Le magazine a été publié pour la première fois en 1964. Il contient des articles portant sur les nouvelles tendances technologiques et scientifiques touchant les entreprises et la société en général. Le magazine traite de thèmes couvrant les informations relatives à l'ingénierie électrique et électronique, le génie mécanique et civil, l'informatique, la biologie, la physique et les mathématiques.
En tant que magazine généraliste, les articles tentent d'être accessible aux non-spécialistes, même si une formation d'ingénieur est supposée. Douze magazines sont publiés chaque année, et IEEE Spectrum a un tirage de plus de 380 000 exemplaires dans le monde entier, ce qui en fait l'un des principaux magazines scientifiques et techniques.
La soumission d'article à IEEE Spectrum est libre. Les particuliers et les entreprises ont le droit d'afficher leur contenu sur leurs propres serveurs sans autorisation directe.
En 2010, IEEE Spectrum a reçu le prix de la presse indépendante du magazine Utne Reader pour la couverture des Sciences et Technologies (Utne Independent Press Award for Science/Technology Coverage). En 2012, IEEE Spectrum a gagné le prix d'excellence de la société américaine des éditeurs de magazines.

## Blogues associés
Le blogue Automaton de l'IEEE est un blogue consacré à la robotique ayant reçu une distinction. Le blogue est rédigé notamment par Evan Ackerman et Erico Guizzo. Automaton est célèbre pour le Video Friday qui reprend les meilleures vidéos de robotique parues chaque semaine.
Le blogue Cars That Think est consacré au voitures autonomes.